# Arvidsjaur
Arvidsjaur (umesamisch: Árviesjávrrie) ist ein Ort (tätort) in der historischen Provinz Lappland und der Provinz Norrbottens län. Er ist gleichzeitig Hauptort der schwedischen Gemeinde gleichen Namens.

## Geographie

### Geographische Lage

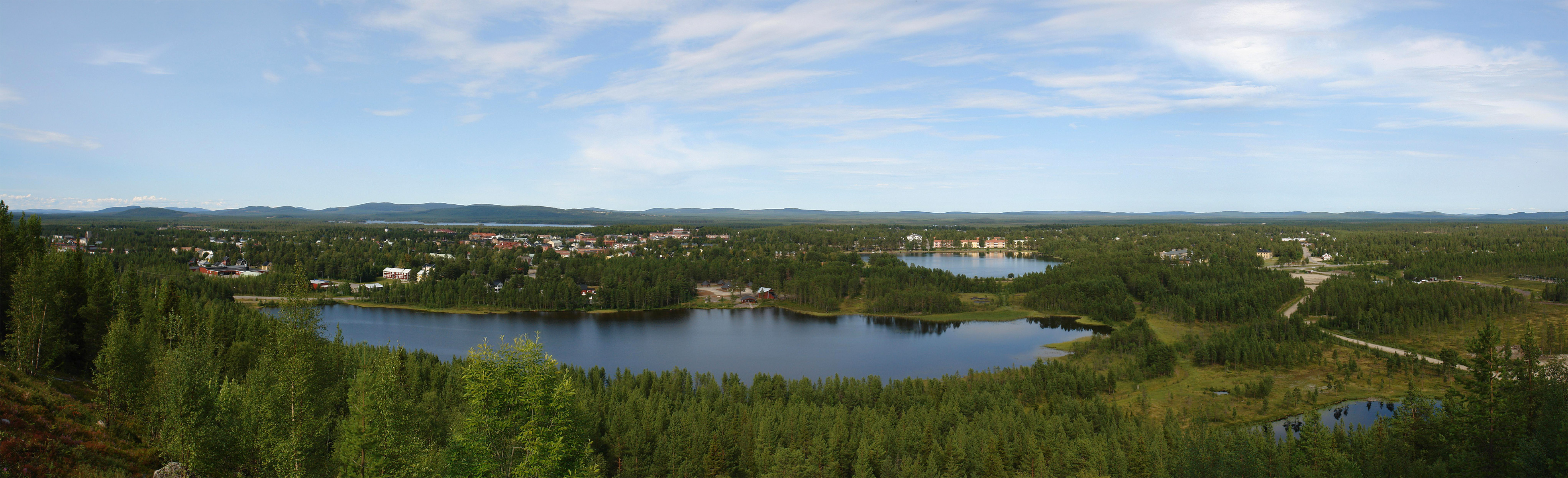
Blick vom Lillberget Richtung Nordost

Arvidsjaur liegt etwa 110 km südlich des arktischen Polarkreises und etwa 160 Kilometer westlich von Luleå in Zentrallappland.

### Klima
Das Klima ist kalt-gemäßigt mit kalten Wintern und milden Sommern bei einer Jahresdurchschnittstemperatur von 1,3 °C. Die Jahresniederschlagssumme beträgt 719 mm. Alle zwölf Monate sind humid. Die Klimaklassifikation nach Köppen und Geiger lautet Dfb.
|                       | Jan   | Feb   | Mär  | Apr  | Mai | Jun  | Jul  | Aug  | Sep  | Okt  | Nov  | Dez  |   |      |
| Mittl. Tagesmax. (°C) | −7,9  | −7,3  | −2,9 | 3,2  | 9,5 | 14,9 | 18,0 | 15,8 | 10,8 | 3,1  | −2,3 | −5,4 | ⌀ | 4,2  |
| Mittl. Tagesmin. (°C) | −12,4 | −11,7 | −8,4 | −3,4 | 1,1 | 7,0  | 10,6 | 9,2  | 4,9  | −0,9 | −6,1 | −9,9 | ⌀ | −1,6 |
|                       |       |       |      |      |     |      |      |      |      |      |      |      |   |      |
| Niederschlag (mm)     | 47    | 36    | 38   | 40   | 55  | 90   | 104  | 88   | 61   | 55   | 54   | 51   | Σ | 719  |
|                       |       |       |      |      |     |      |      |      |      |      |      |      |   |      |
| Regentage (d)         | 8     | 7     | 7    | 7    | 8   | 10   | 11   | 10   | 8    | 8    | 9    | 9    | Σ | 102  |
|                       |       |       |      |      |     |      |      |      |      |      |      |      |   |      |
| Luftfeuchtigkeit (%)  | 88    | 86    | 81   | 76   | 67  | 65   | 70   | 75   | 81   | 88   | 91   | 87   | ⌀ | 79,5 |

| −12,4 |

| −11,7 |

| −8,4 |

| −3,4 |

| 1,1 |

| 7,0 |

| 10,6 |

| 9,2 |

| 4,9 |

| −0,9 |

| −6,1 |

| −9,9 |

| −12,4 |

| −11,7 |

| −8,4 |

| −3,4 |

| 1,1 |

| 7,0 |

| 10,6 |

| 9,2 |

| 4,9 |

| −0,9 |

| −6,1 |

| −9,9 |

## Geschichte
Im Jahre 1607 wurde in Arvidsjaur eine Kirche errichtet, die der Missionierung der Samen dienen sollte. Der Ort wurde erst 1757 dauerhaft durch schwedische Siedler besiedelt.
Neben dem Ort gibt es einen See mit gleichem Namen. In der Gemeinde leben heute noch rund 20 Familien der Samen nach der traditionellen Lebensweise.

## Verkehr
Arvidsjaur liegt am Silberweg (Reichsstraße 95) und am Inlandsvägen (Europastraße 45). Straßenverbindungen existieren in Richtung Sorsele, Jokkmokk, Arjeplog, Älvsbyn und Boliden. Es besteht eine tägliche Busverbindung mit Stockholm. Weitere Busverbindungen existieren nach: Arjeplog–Bodø, Gällivare–Kiruna, Älvsbyn–Boden–Luleå und Sorsele–Storuman–Östersund.
Der Bahnhof Arvidsjaur an der Inlandsbahn bietet im Sommerfahrplan Verbindungen nach Östersund und Gällivare. An einigen Sommerwochenenden verkehrt ein Dampfzug nach Slagnäs. Außerdem gibt es eine Nebenbahn nach Jörn an der Bahnlinie Boden–Stockholm (Stambanan genom övre Norrland). Auf dieser Strecke wurde der Verkehr bis auf den Streckenabschnitt zwischen Arvidsjaur und Nordlunda im Jahre 1990 eingestellt. In Folge wurden in den Sommermonaten bis 2009 Fahrten mit Fahrrad-Draisinen für Touristen angeboten; danach wurde die Draisineninfrastruktur demontiert.
Der Flughafen Arvidsjaur verbindet den Ort u. a. mit Stockholm und bietet im Winterflugplan je zwei wöchentliche Verbindungen nach Hahn im Hunsrück, Hannover, Stuttgart und München.

## Sport
Der IFK Arvidsjaur ist der ortsansässige Fußballverein, der in der Saison 2021 in der sechsten schwedischen Liga antrat. Die Heimspiele finden im Stadion Ringelvallens IP statt.

## Sehenswürdigkeiten
Die Lappstaden (Samenstadt), mitten im Stadtzentrum gelegen, ist ein aus etwa 80 gut erhaltenen Holzhäusern aus dem 17. Jahrhundert bestehendes Kirchendorf. Hier wohnten die Samen, wenn sie von weit her anreisten, um ihrer Kirchenpflicht nachzukommen, welche verlangte, jedes Jahr eine bestimmte Anzahl von Gottesdiensten zu besuchen. Einmal jährlich, am letzten Augustwochenende, werden die Gebäude auch heute noch genutzt, wenn hier der Große Versammlungstag abgehalten wird.
Im Heimatmuseum, dem ehemaligen Pfarrhof (Gamla Prästgarden), wird Handwerkskunst aus der Region angeboten.
Es finden Bootsfahrten auf dem See Storavan statt. Der Storforsen ist eines der größten europäischen Wildwasser. Das in Arvidsjaur stationierte Jagdregiment K 4 der schwedischen Armee bietet geführte Touren durch die Wälder an.

## Galerie

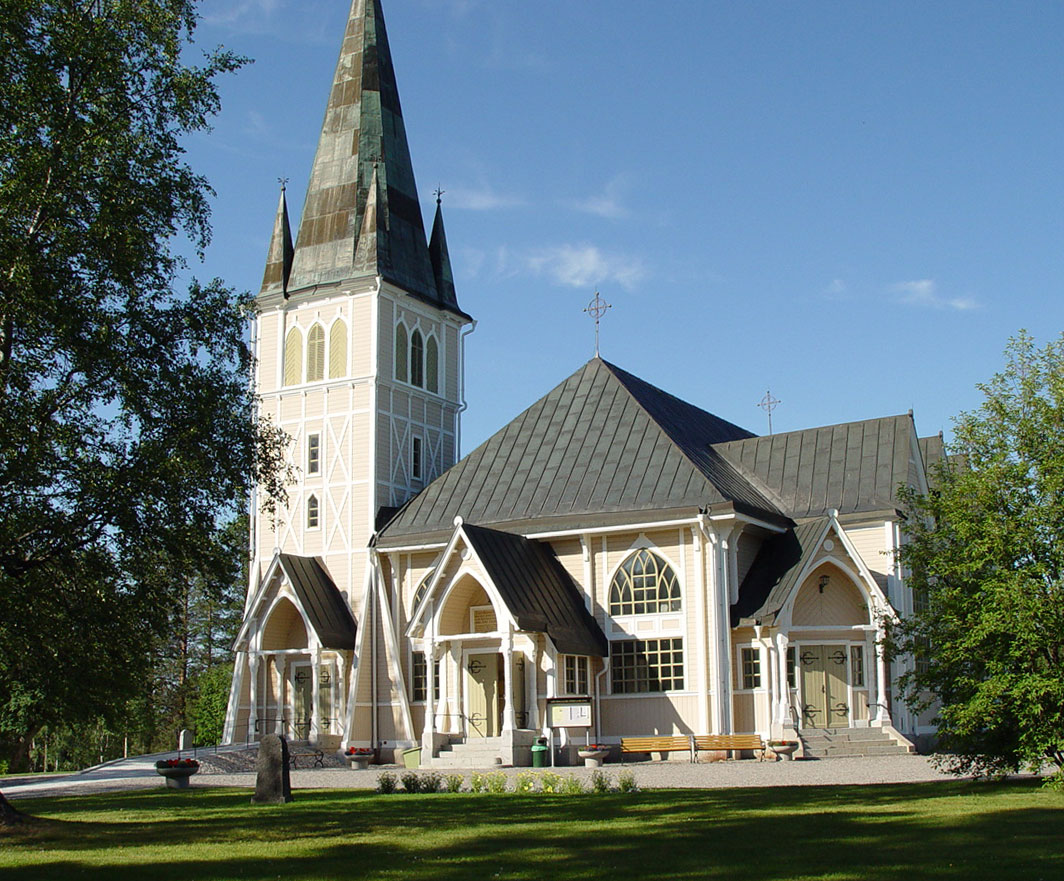
Kirche von 1902
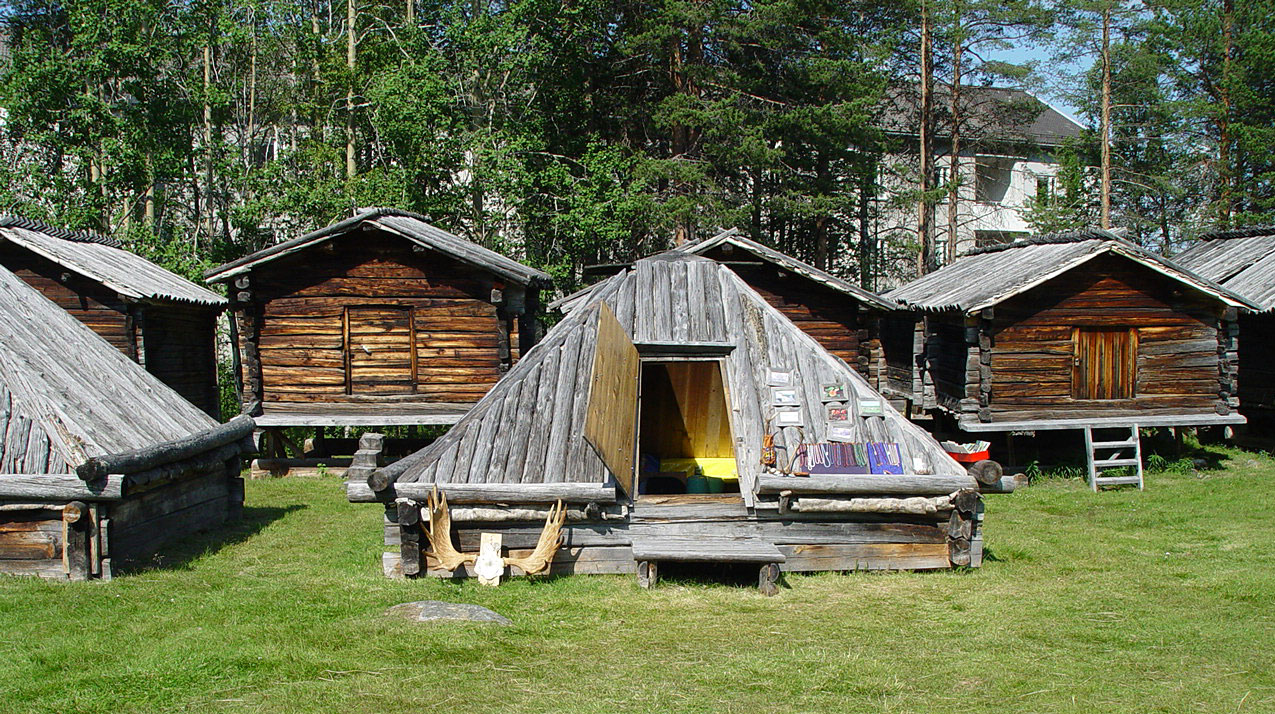
Hütten in Lappstaden
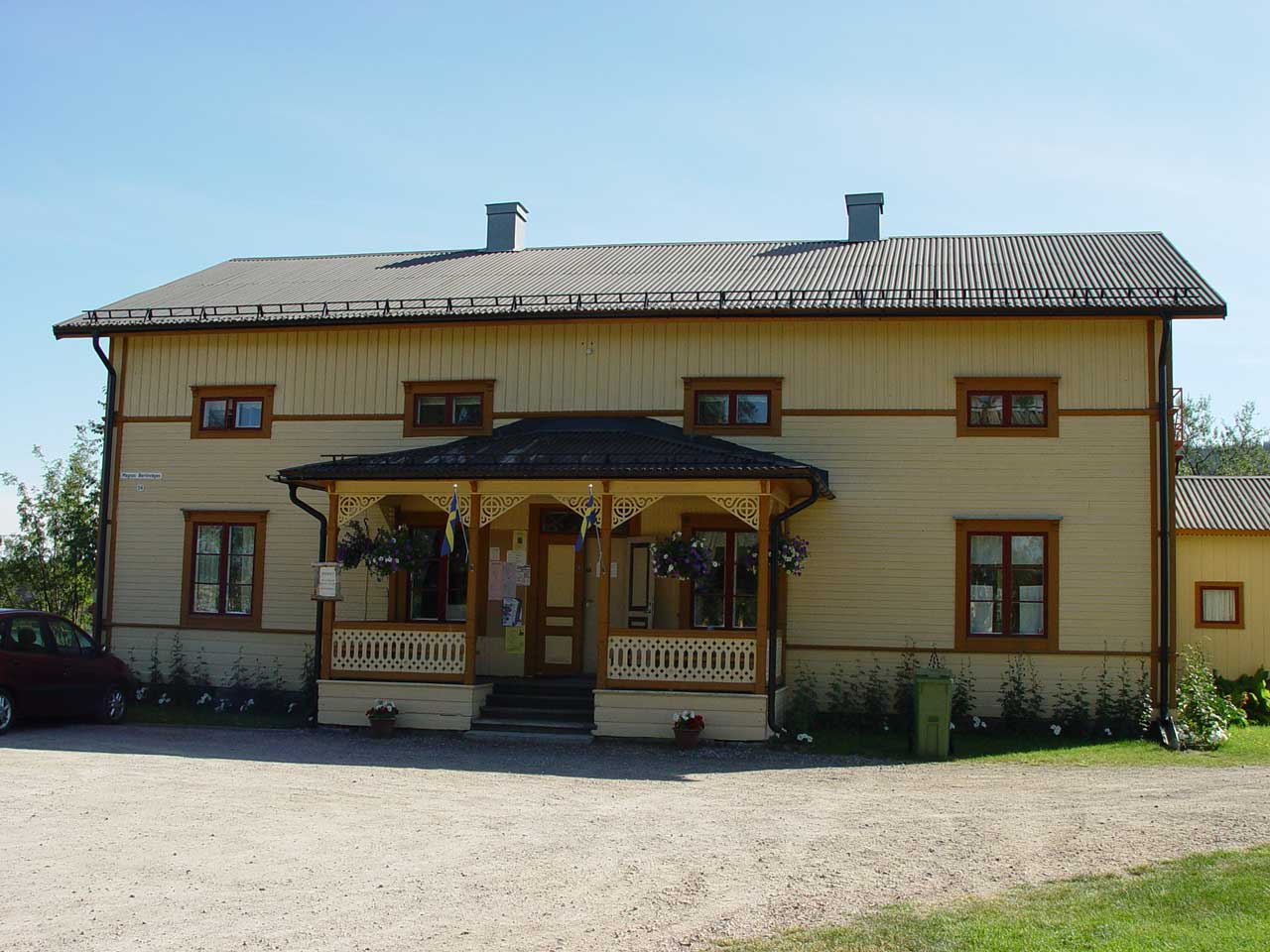
Heimatmuseum
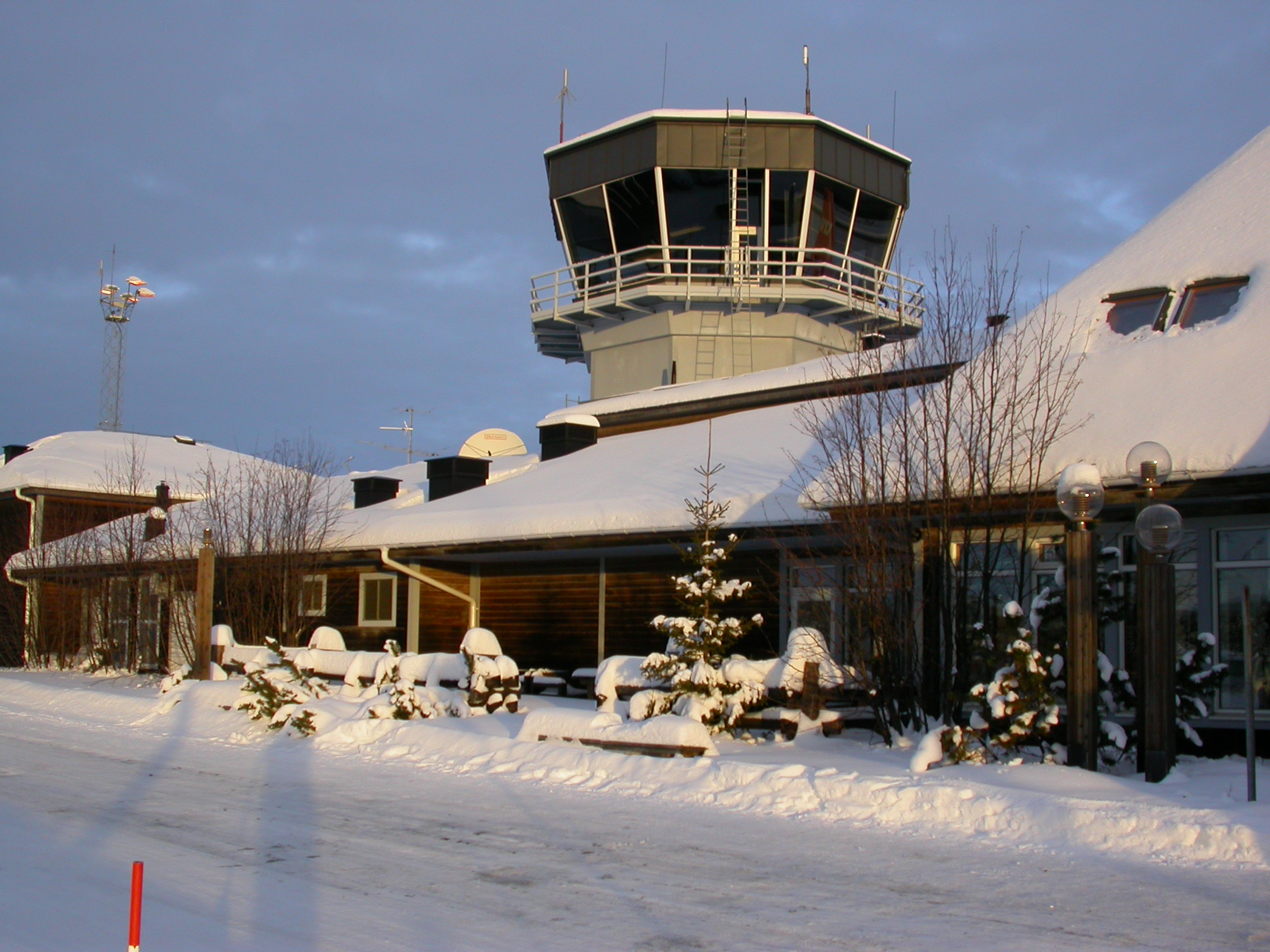
Flughafen Arvidsjaur

## Persönlichkeiten
- Dag Arvas (1913–2004), Seeoffizier der Marine
- Patrik Eklund (* 1978), Filmregisseur und Drehbuchautor